# Diócesis suburbicaria de Ostia
La diócesis suburbicaria de Ostia, sede suburbicaria de Ostia o diócesis de Ostia (en latín: Dioecesis Ostiensis y en italiano: Diocesi suburbicaria di Ostia) es una circunscripción eclesiástica de la Iglesia católica en Italia. Se trata de una sede suburbicaria latina, sufragánea de la diócesis de Roma. Es sede vacante desde el 18 de noviembre de 1966, siendo su administrador apostólico el arzobispo Baldassare Reina y su título cardenalicio pertenece al cardenal Giovanni Battista Re.

## Territorio y organización

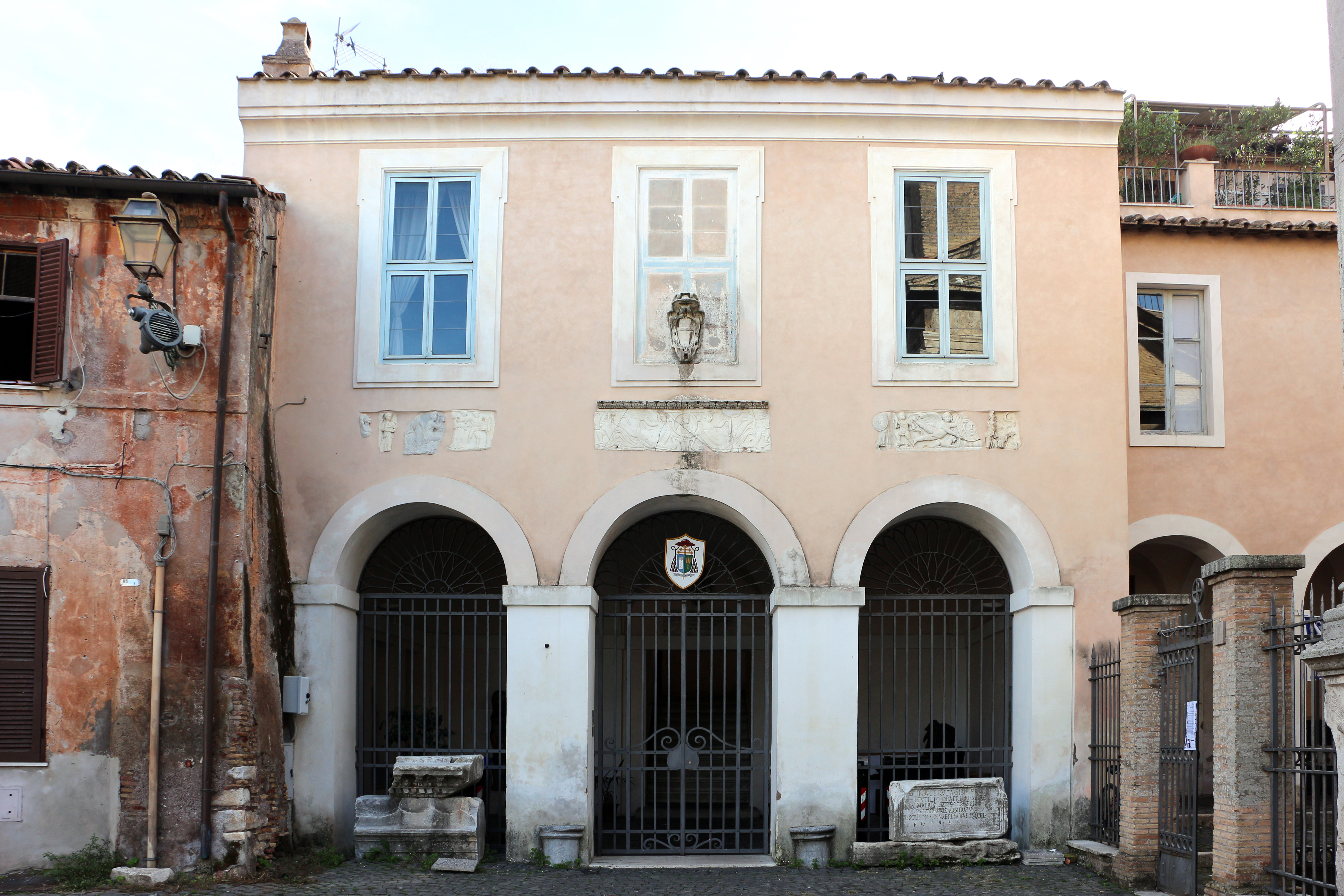
Palacio episcopal de Ostia

La diócesis tiene 31 km² y extiende su jurisdicción sobre los fieles católicos de rito latino residentes en parte de las zonas de Ostia Antica y Casal Palocco en la comuna de Roma en la región del Lacio. Se encuentra entre el río Tíber y la vía Cristoforo Colombo y es atravesada por la vía del Mare.
La sede de la diócesis se encuentra en la ciudad de Roma, ya que desde 1962 la sede suburbicaria de Ostia no tiene obispo residente, pero está unida en la administración apostólica a la diócesis de Roma. El administrador apostólico es el vicario general para la diócesis de Roma, asistido por el obispo auxiliar del sector Sur como vicario general. En el municipio Ostia Antica de la ciudad de Roma se halla la Catedral basílica de Santa Áurea.
En 2021 en la diócesis existían 2 parroquias incluidas en la prefectura XXVI de la diócesis de Roma:
- la parroquia de Santa Áurea, oficiada por la Orden de San Agustín;[1]
- la parroquia de San Agustín Obispo, erigida en agosto de 2012.[2]

## Historia
La diócesis de Ostia es una de las más antiguas de Italia, documentada a partir del siglo III. El martirologio jeronimiano documenta la presencia de varios santos y mártires de Ostia, entre ellos san Asterio, san Ciriaco, obispo asociado a san Arquelao, san Edistos y sobre todo santa Áurea, de la cual, según la biografía del papa Sergio I (687-701) en el Liber Pontificalis, existía una basílica en su honor antes del siglo VIII. Estos santos dan testimonio de la existencia de una próspera comunidad cristiana en Ostia antes de la paz de Constantino I. No se puede olvidar que la madre de san Agustín de Hipona, santa Mónica, murió en Ostia en el año 387.
Además de Ciriaco, recordado en el martirologio jeronimiano, la tradición hagiográfica menciona al obispo Máximo I, quien el 22 de julio del año 259 consagró al papa Dionisio obispo de Roma tras el martirio del papa Sixto II. Según una antigua tradición, documentada por el Liber Pontificalis en la vida del papa Marcos (336) y por san Agustín, los obispos de Ostia tenían derecho a consagrar al nuevo obispo de Roma.
El primer obispo ostiense históricamente documentado es Máximo II, que participó en el sínodo reunido por el papa Melquíades en Roma en el domum Faustae de Letrán del 30 de septiembre al 2 de octubre de 313, para restablecer la unión y la armonía entre las Iglesias del África romana, divididas entre católicos y donatistas, y juzgar las acciones de Ceciliano de Cartago. Dos sacerdotes de Ostia, Leonzio y Mercurio, participaron en el primer concilio de Arles en 314.
Según el Liber Pontificalis, el emperador Constantino I hizo construir la primitiva catedral ostiense, dedicada a los santos Pedro, Pablo y Juan. «El emperador donó a la basílica importantes bienes muebles e inmuebles, incluidas tierras en Sabina y el sur del Lacio y, cerca, la isla de Assis, probablemente la actual isla Sacra, y Balneolum (hoy Bagnoletto). Investigaciones recientes realizadas por arqueólogos alemanes, realizadas con la ayuda de prospecciones magnetométricas, han identificado una basílica de tres naves, que podría corresponder a la constantiniana, en la V región de Ostia, al este, que data del siglo IV y abandonado a mediados del siglo VII».
Los posteriores obispos de Ostia, que disfrutaron del derecho a llevar el palio y consagrar a los emperadores con el santo óleo, son conocidos por su participación en los concilios celebrados en Roma o por importantes tareas realizadas en nombre de los papas. Entre estos podemos mencionar: Gregorio I, quien en el año 707 cumplió el oficio de bibliothecarius Sanctae Ecclesiae; Jorge, que en 755 formó parte de la delegación que acompañó al papa Esteban II a Francia, y que, según Duchesne, debido a su intensa actividad diplomática más allá de los Alpes, fue ascendido al obispado de Amiens; Gregorio II, quien en 787 fue enviado como legado papal a Britania para presidir un concilio; Donato, que formó parte de la delegación papal en el Concilio de Constantinopla de 869-870, donde se condenaron las acciones del patriarca Focio, y Eugenio, que diez años más tarde participó en el concilio constantinopolitano que rehabilitó al patriarca.
Guerras, epidemias e inundaciones con el tiempo hicieron inhabitable la antigua ciudad de Ostia, que poco a poco fue abandonada y reducida a la ruina. Varios papas intervinieron para recuperar la zona y ponerla a salvo de ataques externos, especialmente de los sarracenos. Según el testimonio del bibliotecario Anastasio, el papa Gregorio IV (827-844) hizo construir una ciudadela fortificada, más tarde conocida con el nombre de Gregoriopoli, identificada, pero no unánimemente, con el actual pueblo de Ostia Antica.
En el siglo X el obispo Sicone (o Siccone) participó en el sínodo romano del 6 de noviembre de 963 que depuso al papa Juan XII y estuvo entre los consagradores de León VIII; sus acciones fueron condenadas en el sínodo del 26 de febrero de 964, durante el cual Sicone fue privado de su dignidad episcopal y depuesto de su sede. La primera mitad del siglo XI está marcada por la presencia del bienaventurado Gregorio, «famoso por sus virtudes y milagros» enviado como legado papal a Navarra y Castilla.
«Entre 1060 y 1150, varios cardenales-obispos de Ostia se habían hecho cargo del gobierno de Velletri, asumiendo quizás incluso el título; entre ellos se encuentran personalidades destacadas de la época: Pedro Damián, Gerardo (o Gherardo), Leone Marsicano». Cabe mencionar también al obispo Alberico (1138-1148), que fue legado papal en Tierra Santa, donde presidió un concilio en Jerusalén, en Inglaterra y en Francia. En 1150 el papa Eugenio III unió definitivamente la sede de Ostia con la diócesis de Velletri; la unión duró hasta principios del siglo XX. Según el historiador Chacón (1667), la unión estuvo motivada por el hecho de que Ostia se encontraba completamente abandonada y en total estado de decadencia, hasta el punto de que ya ni siquiera contaba con catedral.
«El título de episcopus Ostiensis et Veliternus no indicaba, sin embargo, igual peso jurisdiccional: de hecho, mientras que, por un lado, Ostia ya no tenía capítulo ni canónigos, por otro, la importancia de Velletri crecía más. El arcipreste de Velletri tenía derecho a intervenir en la consagración del papa si el cardenal obispo no estaba disponible; el vicario capitular ejercía la jurisdicción ordinaria en Ostia. Los propios obispos siempre consideraron a Velletri como su sede principal: allí desempeñaban sus funciones principales, allí se encontraba el tribunal, allí celebraban los sínodos».
Entre los obispos de las sedes unidas se recuerdan: el beato Latino Malabranca Orsini (1278-1294), gran estadista y diplomático; Nicolás de Prato (1303-1321), conocido como el pacificador de Toscana; y numerosos cardenales-obispos que luego se convirtieron en papas. Durante el cautiverio de Aviñón, todos los obispos de Ostia eran franceses, residían en Aviñón o ejercían como legados; el más famoso de ellos fue Pierre d'Estaing (1373-1377), quien convenció al papa Urbano V para que regresara a Roma. Durante el gran cisma, cada uno de los papas rivales nombró a su propio obispo de Ostia. Entre los obispos legítimos se pueden mencionar a Guillaume d'Estouteville (1461-1483) que construyó el palacio episcopal y la basílica de Santa Áurea; y Giuliano della Rovere (1483-1503, futuro papa Julio II), que continuó y completó la obra de recuperación y valorización de Ostia con la construcción del castillo-fortaleza.
A partir de 1587, por decisión del papa Sixto V, el título de obispo de Ostia fue asignado al decano del colegio cardenalicio.
El 5 de mayo de 1914 el papa Pío X, con el motu proprio Edita a Nobis, separó nuevamente las diócesis de Ostia y Velletri y estableció la normativa de que el cardenal electo como decano del colegio cardenalicio tendría unida la sede de la cual era ya titular con la de Ostia.
El 22 de mayo de 1948, con el decreto Perantiquae et illustris de la Congregación Consistorial, se redefinieron las fronteras con la diócesis de Roma, a la que Ostia cedió las parroquias de los Santos Martín y Antonio d, Castel di Decima, de San Miguel Arcángel de Castel Romano, de Santa María del Socorro de Castel Porziano y Regina Pacis de Lido de Ostia; con estas disposiciones el área de la diócesis quedó delimitada únicamente al pueblo medieval y al castillo, en torno a la basílica de Santa Áurea, sede del título suburbicario. El decreto Quo aptius christifidelium de 2012 actualizó aún más el territorio de la diócesis y condujo a la erección de una segunda parroquia, dedicada a Agustín de Hipona.
Tras la separación de los oficios entre cardenal titular y obispo residencial en las sedes suburbicarias, reforma realizada por el papa Juan XXIII en 1962, la diócesis de Ostia goza de una situación canónica particular: en efecto, con el decreto de la Congregación Consistorial del 18 de noviembre de 1966, la diócesis de Ostia no tiene su propio obispo residencial, sino que está confiada en la administración apostólica al vicario general de la diócesis de Roma, que ejerce allí su jurisdicción asistido por el obispo auxiliar del sector Sur de la ciudad como vicario general. El decano del colegio cardenalicio conserva el título de "cardenal obispo del título suburbicario de Ostia".
En febrero de 1984 el papa Juan Pablo II con la bula Si quis restableció el capítulo de canónigos de la catedral ostiense, integrado por un arcipreste y once canónigos.
Fueron elegidos papa doce cardenales de Ostia: Urbano II (1088), Honorio II (1124), Lucio III (1181), Gregorio IX (1227), Alejandro IV (1254), Inocencio V (1276), Inocencio VI (1352), Julio II (1503), Paulo III (1534), Paulo IV (1555) y Benedicto XVI (2005).

## Estadísticas
Según el Anuario Pontificio 2022 la diócesis tenía a fines de 2021 un total de 15 170 fieles bautizados.
| Año                                                                             | Población            | Población | Población      | Sacerdotes | Sacerdotes    | Sacerdotes    | Bautizados por sacerdote | Diáconos permanentes | Religiosos | Religiosos | Parroquias |
| Año                                                                             | Bautizados católicos | Total     | % de católicos | Total      | Clero secular | Clero regular | Bautizados por sacerdote | Diáconos permanentes | Varones    | Mujeres    | Parroquias |
| ------------------------------------------------------------------------------- | -------------------- | --------- | -------------- | ---------- | ------------- | ------------- | ------------------------ | -------------------- | ---------- | ---------- | ---------- |
| 1948                                                                            | 3500                 | 3700      | 94.6           | 3          |               | 3             | 1166                     |                      | 3          | 6          | 1          |
| 2012                                                                            | 15 300               | 17 000    | 90.0           | 5          | 2             | 3             | 3060                     |                      | 3          | 12         | 2          |
| 2013                                                                            | 15 300               | 17 000    | 90.0           | 6          | 3             | 3             | 2550                     |                      | 3          | 12         | 2          |
| 2016                                                                            | 15 170               | 18 500    | 82.0           | 3          | 1             | 2             | 5056                     |                      | 2          | 12         | 2          |
| 2019                                                                            | 13 983               | 17 053    | 82.0           |            |               |               |                          | 2                    |            | 9          | 2          |
| 2021                                                                            | 15 170               | 18 500    | 82.0           |            |               |               |                          | 1                    |            | 20         | 2          |
| Fuente: Catholic-Hierarchy, que a su vez toma los datos del Anuario Pontificio. |                      |           |                |            |               |               |                          |                      |            |            |            |

## Episcopologio

### Obispos y cardenales obispos de Ostia
- San Ciriaco? † (229?-235 falleció)
- Massimo I? † (mencionado en 259)
- Massimo II † (mencionado en 313)[21]
- Anónimo † (mencionado en 336)
- Fiorenzo † (antes de 366-antes de 383/384)[21]
- Bono † (mencionado en 487)[21]
- Bellatore † (antes de 492/496-después de 499)[21]
- Aristo † (antes de 501-después de 502)[21]
- Glorioso † (mencionado en 598)[21]
- Amabile † (mencionado en 649)
- Andrea † (antes de 679-después de 685)
- Gregorio I † (mencionado en 707)
- Sisinnio † (mencionado en 732)
- Teodoro † (antes de 743-después de 745)[22]
- Giorgio I † (antes de 753-después de 769)[nota 4]
- Gregorio II † (mencionado en 787)
- Giorgio II † (mencionado en 798)[nota 5]
- Bernardo † (mencionado en 804)
- Pietro I?[nota 6] † (mencionado en 805)
- Cesario † (mencionado en 826)
- Megisto (o Megezio) † (antes del 853-después del 861)[23]
- Donato † (antes del 868-después del 870)
- Eugenio † (mencionado en 879)
- Stefano?[nota 7] † (mencionado en 898)
- Guido † (mencionado en 900)
- Benigno?[nota 8] † (mencionado en 946)
  - Sicone † (antes de 960-964 depuesto) (antiobispo)
  - Gregorio III † (mencionado en 964) (antiobispo)
- Leone † (antes de 967/968-después de 983)[24]
- Azzone I † (mencionado en 996)
- Gregorio IV † (mencionado en 998)[nota 9]
- Pietro II? † (mencionado en 1003)
- Tiberio? † (mencionado en 1005)
- Azzone II † (mencionado en 1013)
- Pietro III † (antes de noviembre de 1021-después de noviembre de 1036)
- Beato Gregorio V † (circa 1037-1044 falleció)
- Benedetto † (mencionado en abril de 1044)[nota 10]
- Giovanni I † (mencionado en 1050)
- San Pier Damiani, O.S.B.Cam. † (14 de marzo de 1058-circa 1066 renunció)
- San Geraldo, O.S.B.Clun. † (1067-6 de diciembre de 1077 falleció)
  - Giovanni II † (mencionado en 1075) (antiobispo)
- Beato Oddone I di Lagery, O.S.B.Clun. † (1078-12 de marzo de 1088 electo papa con el nombre de Urbano II)
- Oddone II di Lagery (o di Châtillon), O.S.B.Clun. † (1095-31 de marzo de 1102 falleció)
  - Giovanni II † (circa 1084-después de 1098) (pseudocardenal del antipapa Clemente III)[nota 11]
- Leone dei conti di Marsi, O.S.B. † (1102-22 de marzo o de mayo de 1115 o 1116 falleció)
- Lamberto Scannabecchi, C.R.S.A. † (1117-15 de diciembre de 1124 electo papa con el nombre de Honorio II)
- Pandolfo? † (1124-1126)
- Vitale Giovanni, O.S.B.Cam. † (diciembre de 1126-1133 falleció)
- Pietro, O.S.B. † (1133-8 de marzo de 1134 falleció)
- Drogone, O.S.B. † (1134-1138 falleció)
- Alberico di Beauvais, O.S.B.Clun. † (1138-20 de noviembre de 1148 falleció)
- Guido † (1148 o 1149-después del 30 de enero de 1150 falleció)

- - Sede unida a Velletri (1150-1914)
- Serafino Vannutelli † (25 de mayo de 1914-19 de agosto de 1915 falleció)
- Vincenzo Vannutelli † (6 de diciembre de 1915-9 de julio de 1930 falleció)
- Gennaro Granito Pignatelli di Belmonte † (9 de julio de 1930-16 de febrero de 1948 falleció)
- Francesco Marchetti Selvaggiani † (16 de febrero de 1948-13 de enero de 1951 falleció)
- Eugène Tisserant † (13 de enero de 1951-18 de noviembre de 1966 renunció)

### Cardenales obispos del título suburbicario de Ostia
- Eugène Tisserant † (18 de noviembre de 1966-21 de febrero de 1972 falleció)
- Amleto Giovanni Cicognani † (24 de marzo de 1972-17 de diciembre de 1973 falleció)
- Luigi Traglia † (7 de enero de 1974-22 de noviembre de 1977 falleció)
- Carlo Confalonieri † (12 de diciembre de 1977-1 de agosto de 1986 falleció)
- Agnelo Rossi † (19 de diciembre de 1986-31 de mayo de 1993 renunció)
- Bernardin Gantin † (5 de junio de 1993-30 de noviembre de 2002 renunció)
- Joseph Ratzinger † (30 de noviembre de 2002-19 de abril de 2005 electo papa con el nombre de Benedicto XVI)
- Angelo Sodano † (30 de abril de 2005-21 de diciembre de 2019 renunció)
- Giovanni Battista Re, desde el 18 de enero de 2020

### Administradores apostólicos de Ostia
- Luigi Traglia † (18 de noviembre de 1966-9 de enero de 1968 renunció)
- Angelo Dell'Acqua, O.SS.C.A. † (13 de enero de 1968-27 de agosto de 1972 falleció)
- Ugo Poletti † (13 de octubre de 1972-17 de enero de 1991 retirado)
- Camillo Ruini (17 de enero de 1991-27 de junio de 2008 retirado)
- Agostino Vallini (27 de junio de 2008-26 de mayo de 2017 retirado)
- Angelo De Donatis (29 de junio de 2017-6 de abril de 2024 nombrado penitenciario mayor)
- Baldassare Reina, desde el 6 de abril de 2024